# Filtre passe-haut
Pour les articles homonymes, voir filtre et HPF.

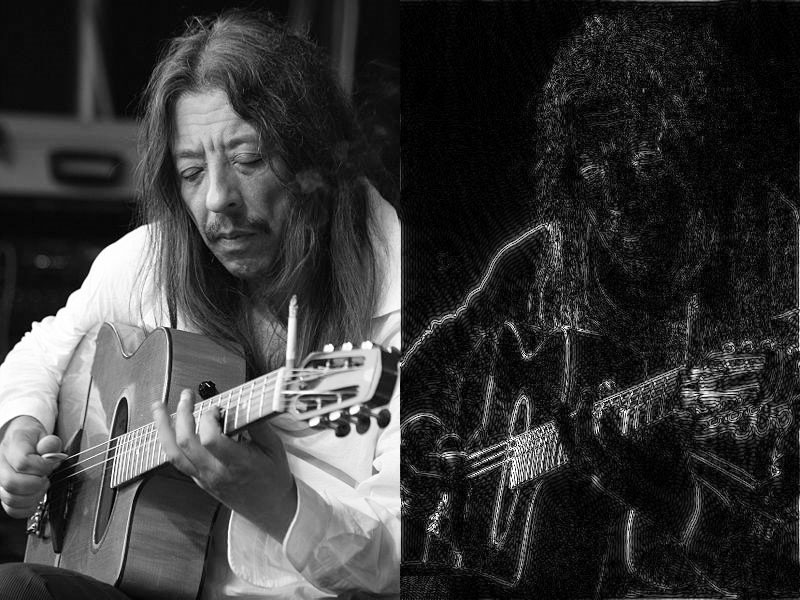
Image sur laquelle a été appliqué un filtre passe-haut (résultat à droite)

Un filtre passe-haut (en anglais, high-pass filter ou HPF) est un filtre qui laisse passer les hautes fréquences et qui atténue les basses fréquences, c'est-à-dire les fréquences inférieures à la fréquence de coupure. Il pourrait également être appelé filtre coupe-bas. Le filtre passe-haut est l'inverse du filtre passe-bas et ces deux filtres combinés forment un filtre passe-bande.
Le concept de filtre passe-haut est une transformation mathématique appliquée à des données (un signal). L'implémentation d'un filtre passe-haut peut se faire numériquement ou avec des composantes électroniques. Cette transformation a pour fonction d'atténuer les fréquences inférieures à sa fréquence de coupure {\displaystyle f_{c}} et ce, dans le but de conserver uniquement les hautes fréquences. La fréquence de coupure du filtre est la fréquence séparant les deux modes de fonctionnement idéaux du filtre : bloquant ou passant.

## Filtre idéal
Le filtre idéal est le filtre théorique capable de modifier de façon immédiate son gain (de 1 à 0 ou de 0 à 1, en échelle linéaire) à sa fréquence dite de coupure. Dans la réalité, un filtre possède sa fréquence de coupure au gain Gmax -3 dB et avant ce gain croît de {\displaystyle n\times 20dB}  par décade (filtre d'ordre {\displaystyle n}).

## Filtre passe-haut analogique
Un filtre passe-haut peut être implémenté de façon analogique avec des composantes électroniques. Par conséquent, ce genre de filtre s'applique sur des signaux continus en temps réel. Les composantes et la configuration du circuit fixeront les différentes caractéristiques du filtre, telles que l'ordre, la fréquence de coupure et son diagramme de Bode. Les filtres analogiques classiques sont du premier ou du second ordre. Il existe plusieurs familles de filtres analogiques : Butterworth, Tchebychev, Bessel, elliptique, etc. L'implémentation des filtres de même famille se fait généralement en utilisant la même configuration de circuit, et ceux-ci possèdent la même forme de fonction de transfert, mais ce sont les paramètres de celle-ci qui changent, donc la valeur des composantes du circuit électrique. 

### Filtre passe-haut du premier ordre
Un filtre passe-haut du premier ordre est caractérisé par sa fréquence de coupure {\displaystyle f_{c}} et par son gain dans la bande-passante {\displaystyle K}. La fonction de transfert du filtre est obtenue en dénormalisant le filtre passe-haut normalisé en remplaçant {\displaystyle \omega _{n}} par {\displaystyle \omega _{c}/\omega } ce qui donne la fonction de transfert suivante :
Le module et la phase de la fonction de transfert sont égaux à :
Il y a plusieurs méthodes pour implémenter ce filtre. Une réalisation active et réalisation passive sont ici présentées. K est le gain du filtre. 

#### Circuit passif

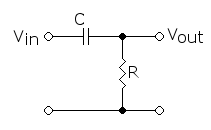
Schéma d’un filtre passe-haut

La manière la plus simple de réaliser physiquement ce filtre est d'utiliser un circuit RC. Comme son nom l'indique, ce circuit est constitué d'un condensateur de capacité {\displaystyle C} et d'une résistance {\displaystyle R}. Ces deux éléments sont placés en série avec la source {\displaystyle v_{i}} du signal. Le signal de sortie {\displaystyle v_{o}} est récupéré aux bornes de la résistance. Le circuit est identique à celui du filtre passe-bas mais les positions de la résistance et du condensateur sont inversées. 
Pour retrouver la fonction de transfert de ce filtre, il faut travailler dans le domaine de Laplace en utilisant les impédances des éléments. Avec cette technique, le circuit devient un simple diviseur de tension, et on obtient :
Dans cette équation, {\displaystyle j} est un nombre complexe, tel que j² = -1, et {\displaystyle \omega } est la pulsation du circuit ou fréquence radiale, exprimée en rad/s. Comme la fréquence de coupure d'un circuit RC est :
Ici {\displaystyle \omega _{c}}, la pulsation de coupure, est également la pulsation propre {\displaystyle \omega _{o}} du circuit, elle est également l'inverse de la constante de temps {\displaystyle \tau } du circuit.
Ainsi, on obtient bel et bien la fonction de transfert typique du filtre passe-haut du premier ordre.

On retrouve avec les grandeurs physiques observables utilisées dans les diagrammes de Bode :
- Le gain en décibels :

- La phase en radians :

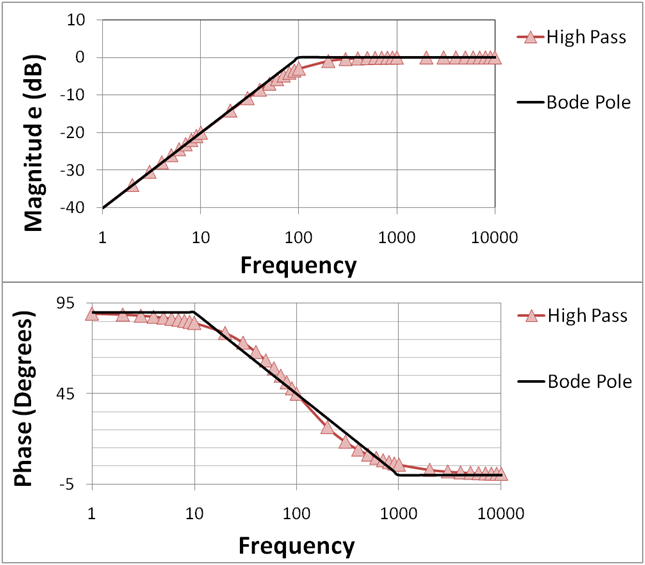
Diagramme de Bode d'un filtre passe haut (système du 1er ordre)

On distingue alors deux situations idéales :
- Lorsque {\displaystyle \omega \ll \omega _{c}} :

- Lorsque {\displaystyle \omega \gg \omega _{c}} :

On remarque que pour {\displaystyle \omega =\omega _{c}}, on a {\displaystyle G_{dB}} = -3 dB.

### Filtre du second ordre
Un filtre passe-haut du second ordre est caractérisé par sa fréquence propre {\displaystyle f_{o}} et par le facteur de qualité Q. Il est représenté par la fonction de transfert suivante :
Le module de la fonction de transfert est donc égal à :

#### Circuit passif
La manière la plus simple de réaliser physiquement ce filtre est d'utiliser un circuit RLC. Comme son nom l'indique, ce circuit est constitué d'une résistance {\displaystyle R}, d'un condensateur de capacité {\displaystyle C} et d'une bobine d'inductance {\displaystyle L}. Ces trois éléments sont placés en série avec la source {\displaystyle v_{i}} du signal. Le signal de sortie {\displaystyle v_{o}} est récupéré aux bornes de la bobine. Pour retrouver la fonction de transfert de ce filtre, il faut travailler dans le domaine de Laplace en utilisant les impédances des éléments. Avec cette technique, le circuit devient un simple diviseur de tension, et on obtient :
Avec :
Le module de ce circuit est :